# Andreas 3. af Ungarn
Andreas 3. af Ungarn (ca. 1265 – 14. januar 1301) var konge af Ungarn og Kroatien fra 1290 til sin død i 1301. 
Andreas 3. var sønnesøn af Andreas 2. af Ungarn, og var først gift med Fennena af Kujáva, senere med Agnes Habsburg. Kongemagten var under hans regering allerede fra begyndelsen meget svag, hvilket var et resultat af konflikter mellem forskellige slægter indenfor aristokratiet. Striden kom sig af at hovedslægten af Huset Árpád uddøde da Ladislaus 4. blev snigmyrdet i 1290 og at Andreas 3.'s far var blevet erklæret en bastard af sine brødre. 
Med Andreas 3.'s død i 1301 uddøde Huset Árpád.